# Rückersdorf (Bawaria)
Rückersdorf – miejscowość i gmina w Niemczech, w kraju związkowym Bawaria, w rejencji Środkowa Frankonia, w regionie Industrieregion Mittelfranken, w powiecie Norymberga. Lez w Okręgu Metropolitarnym Norymbergi, około 11 km na północny wschód od Norymbergi i ok. 5 km na południowy zachód od Lauf an der Pegnitz, nad rzeką Pegnitz, przy drodze B14 i linii kolejowej Monachium - Berlin.

## Dzielnice
W skład gminy wchodzą następujące dzielnice: 
- Rückersdorf
- Strengenberg
- Ludwigshöhe

## Polityka
Rada gminy składa się z 16 członków:
|      | CSU | SPD | Niezrzeszeni Wyborcy Rückersdorf | Razem     |
| 2002 | 8   | 5   | 3                                | 16 miejsc |